# Kwalhioqua-clatskanie
Le kwalhioqua-clatskanie est une langue athapascane septentrionale parlée dans l’État de Washington aux États-Unis.